# 이계정
이계정(李繼鄭, 1539년(중종 34년) ~ 1595년(선조 28년))은 본관은 원주 이씨로 수사공파 파조이자 다른 이름은 계훈(繼勛)이며 자는 경윤(景胤)이다.

## 생애
선조 3년인 1570년 식년시 병과, 무과에 올랐으며, 1576년 중시 병과에 올라 도총부도사(都摠府都事)역을 맡았다.
1589년 어모장군 행당관진(禦侮將軍行撞關鎭) 병마첨절제사(兵馬僉節制使)에, 1591년 곤양군수(昆陽郡守)에 전임하였으며 이듬해 임진왜란시 곤양성을 지키고 의병장 곽재우 등과 함께 진주성을 공격해 온 왜군을 격퇴하였다.
1593년 절충장군(折衝將軍)으로 무주 조방장에게 특제되어 식량이 없어 굶주린 왜적이 호남 곡창을 탐내어 침투하려는 적병을 그때마다 잘 막았다.
1594년 충청도 수군절도사가 되어 왕명으로 전국의 식량을 전라경상 좌우도 병영에 운반하는 임무를 마치고 이순신 통제사와 적을 무찌를 전략을 토의하고 본진으로 돌아가는 도중 서남해로 북상하는 적선을 발견, 추격하여 원산도에서 많은 적함을 부수었으나, 전함의 화약고에 불이 붙어 구제 할 바 없음에 최후의 장계를 올리고 이계정은 북향 4배 후 전함과 함께 운명을 같이하니 공과 함께 순직한 장병이 154명이었다.
1595년 2월 27일 이 소식을 들은 이순신 장군은 나라의 오른팔이 떨어졌다고 한탄하였고 나라에서는 도승지 정엽을 보내 초혼치제하니 그 치제문에 "바다의 왜적을 치러 거친 파도를 누비다가 순국하니 배의 불은 사람의 짓이 아니라 하늘의 짓이로다. 경을 잃고 통곡함은 경보다도 나라의 장래가 더 걱정임일세."라고 하였다.

## 가계
할아버지는 사정 이예건(李禮健)이고, 아버지는 통훈대부를 지낸 이장(李樟)이다. 형제는 이대형(李大亨)과 이선형(李善亨), 이달형(李達亨), 이춘형(李春亨)이 있으며, 부인 함양 박씨와의 사이에 이유(李瑜)와 이숙(李壔) 두 아들을 두었다.

## 상훈과 추모
전라남도 해남군 마산면 화내리에 있는 영산사(英山祠)에 배향되었다.
이계정 장군의 유품은 해남 지방 문화재 제159호로 지정되어 영산사 유물관에 전시되어 있다.